# アシダカグモ科
アシダカグモ科 Sparassidae は、クモ目の分類群の一つ。大型の目立つクモが多く、日本ではアシダカグモがよく知られている。学名としては Heteropodidae が使われたこともある。

## 概要
アシダカグモ科のクモには大型のものが多く、人間の注目を引きつけることが多かった。そのために恐れられ、時には毒蜘蛛と呼ばれることもあったが、実際に医学上の重要性を持つ種はいない。
徘徊性で、網は張らず、また巣穴も作らないのが普通であるが、砂漠の種などには巣穴を掘る例もある。多くのものは昼間は樹皮下などの物陰に隠れ、夜間に得物を狩る。やや扁平な体格は、このような生息環境に適したものである。大型なだけに、獲物にはトカゲなどの小型脊椎動物までが含まれる。

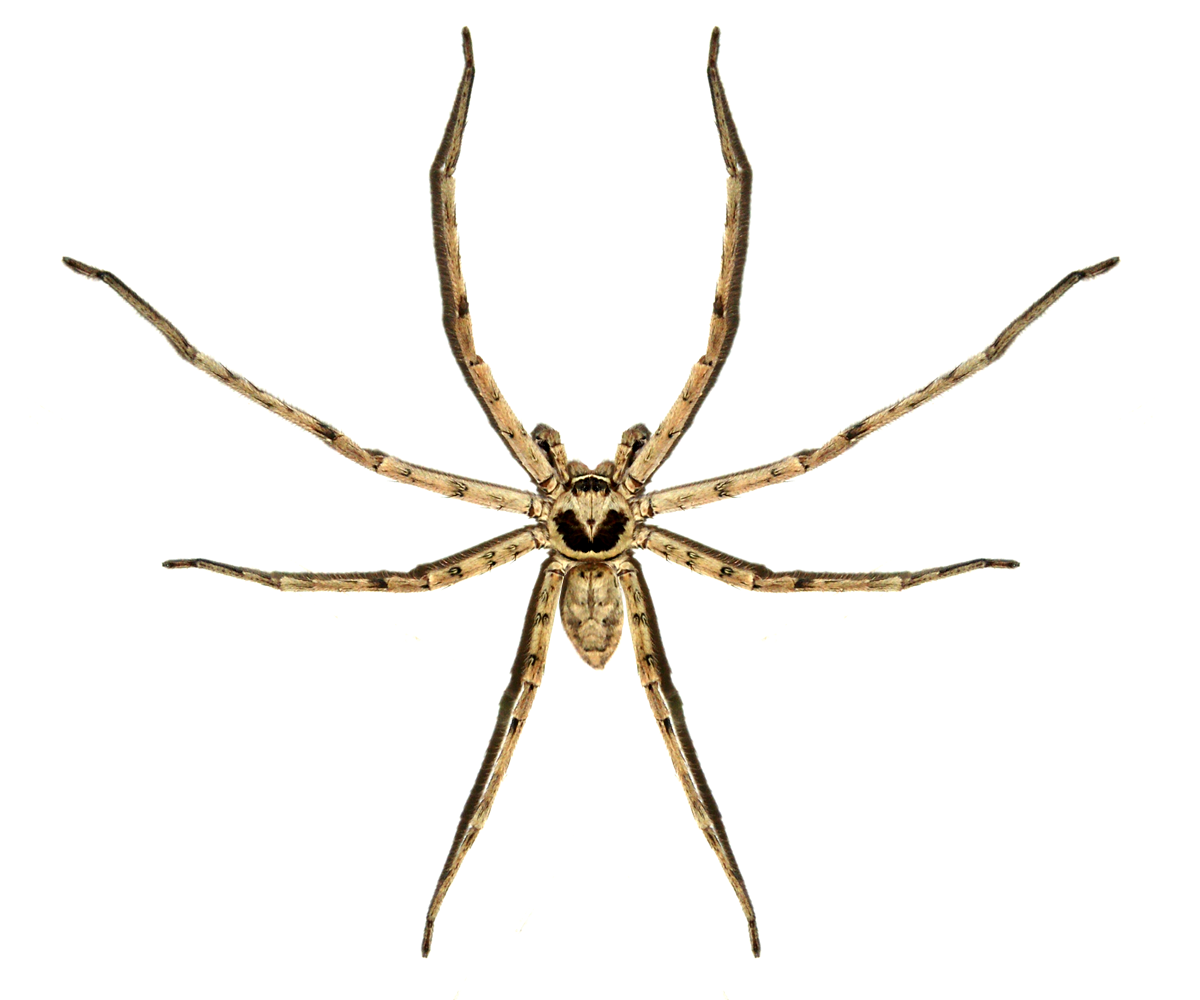
アシダカグモ（オス）

### 名称について
アシダカグモ類は目立つものであるために、各国で様々な名称がある。英語圏ではこの類を呼ぶ名として Giant Crab Spider、Huntsman Spiderなどがある。またアシダカグモ類がバナナと共に見つかったことから Banana Spider の名もある。
アフリカ南部では Palystes 属のものが Rain Spider と呼ばれるが、これはこの類が降雨時に物陰に逃げ込み、この時に往々にして人家に入り込むためである。また、砂漠に産する種にも目立つものがあり、後述のように特に名が与えられている。

## 特徴
中型から大型の徘徊性のクモの群である。二爪類で篩板を持たない。歩脚のしっかりしたクモで、全体にやや扁平だが、カニグモ科やヒトエグモ科ほど顕著ではなく、ほとんど扁平に見えないものもある。特に他群と区別できる特徴として、歩脚の蹠節に三葉性の膜を持つことがあげられる。
性的二形としては雌が雄よりやや大きいが、体色に大きな差のある例が知られる。
頭胸部は中央がやや盛り上がり、中央の小さな溝（中窩）は縦向き。眼は4眼2列の8眼、いずれもほぼ同大。歩脚はよく発達し、配置は横行性で、前三対が前向き、最後の一対が後ろ向きだが、カニグモ科のものほどはっきりしたものでなく、特にカマスグモ属などでは前行性との差が曖昧な程度である。雄の触肢には爪がある。
腹部は楕円形など、特に目立った特徴はない。斑紋も、あまり派手なものは少ない。ただしツユグモは鮮やかな緑の体に赤い斑紋を持つ美しいクモである。また、小型の Oilis はクモ類の中でもとりわけ美しいものである。糸疣は短く、間疣はない。

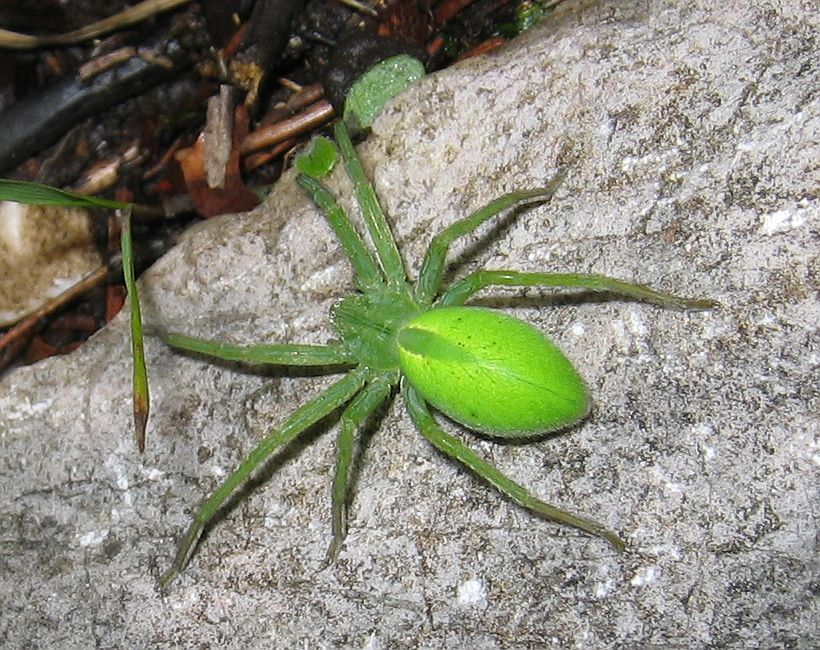
ツユグモ（メス）
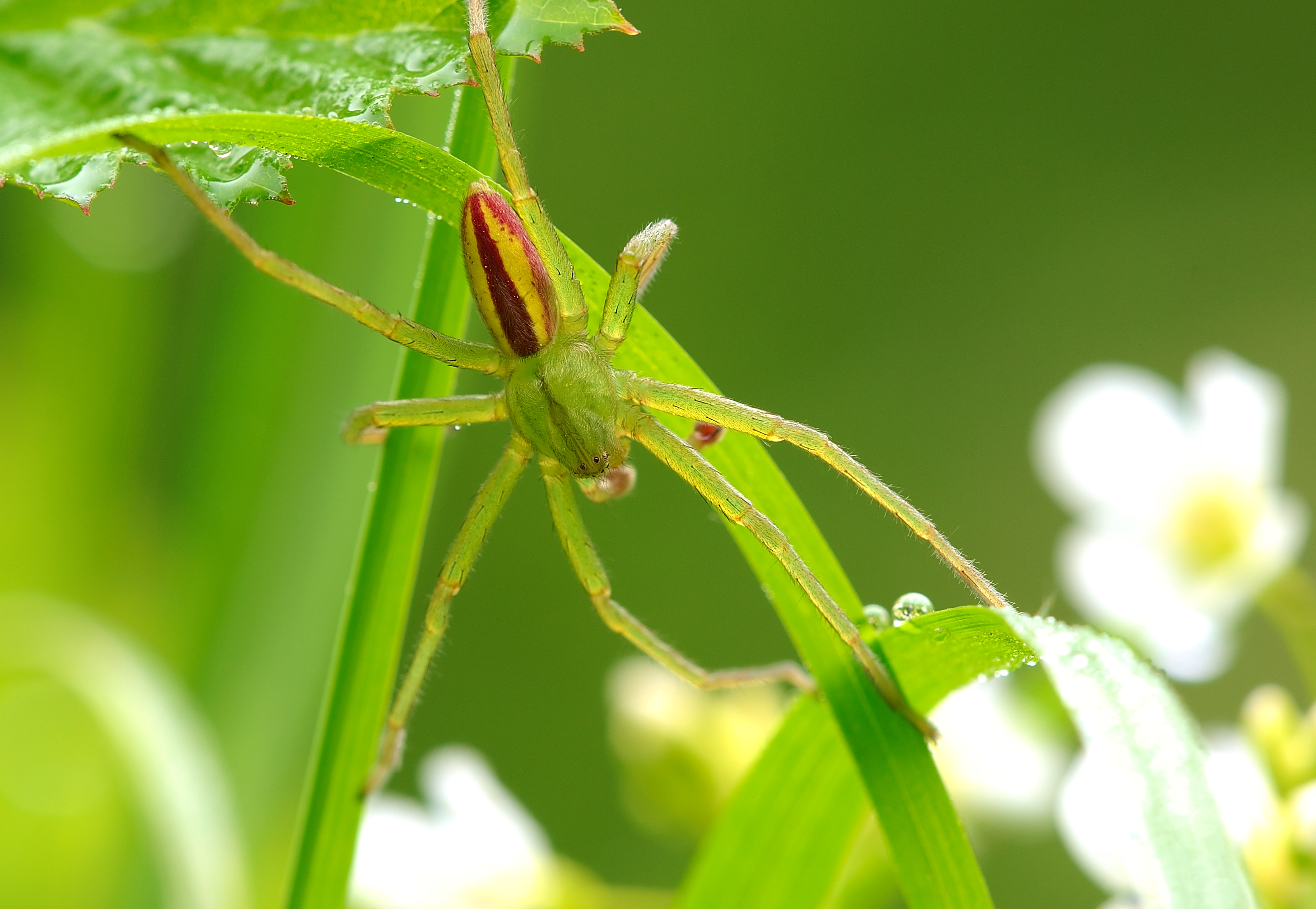
ツユグモ（オス）
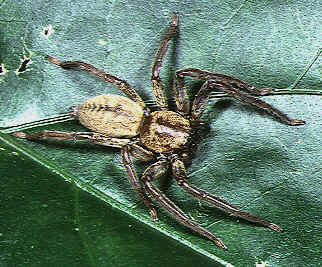
カマスグモ（メス）
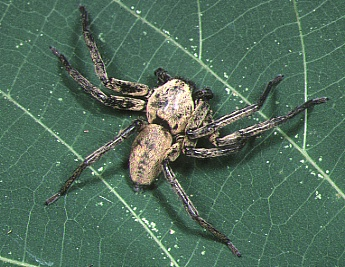
カマスグモ（オス）

## 生態など
徘徊性で網は張らないが、それ程活発に動き回るものでもない。多くは夜行性で、昼間は樹皮の隙間などの物陰に隠れ、夜間に活動する。この際、歩脚先端の膜質構造はその部分の柔軟性をもたらし、そのような環境での運動に有利である。昼間に活動する種もあり、それらは草の間や樹上などで生活している。狩りは待ち伏せが主体である。
アシダカグモは家の中で見られてよく知られるが、類似の野外生のものは多く、森林の林床などにもいるが、洞穴などを住みかとするものもいる。
砂漠生活に適応したものも知られている。アフリカ南部のナミブ砂漠に生息するシロアシダカグモ属 Leucorchestris のものは全身に白色の毛が密生していることから ホワイトレディ　あるいはDancing White Lady Spider の名で呼ばれる。糸で補強した巣穴を砂丘の頂上に掘り、夜間に徘徊しては昆虫からヤモリまでを捕食する。敵に会うと斜面を爪先で蹴って転がる、という変わった行動で逃げる。同じくナミブ砂漠のサバクアシダカグモ属 Caraparachne も白っぽいクモで、砂丘の険しくなっている斜面に水平に穴を掘って暮らすが、敵に会ったときは歩脚を体に引きつけて丸まり、斜面を高速回転して転がり落ち、平らな面につくと素早く砂に潜って逃げる。そのため、このクモの英名は Wheeling Spider である。

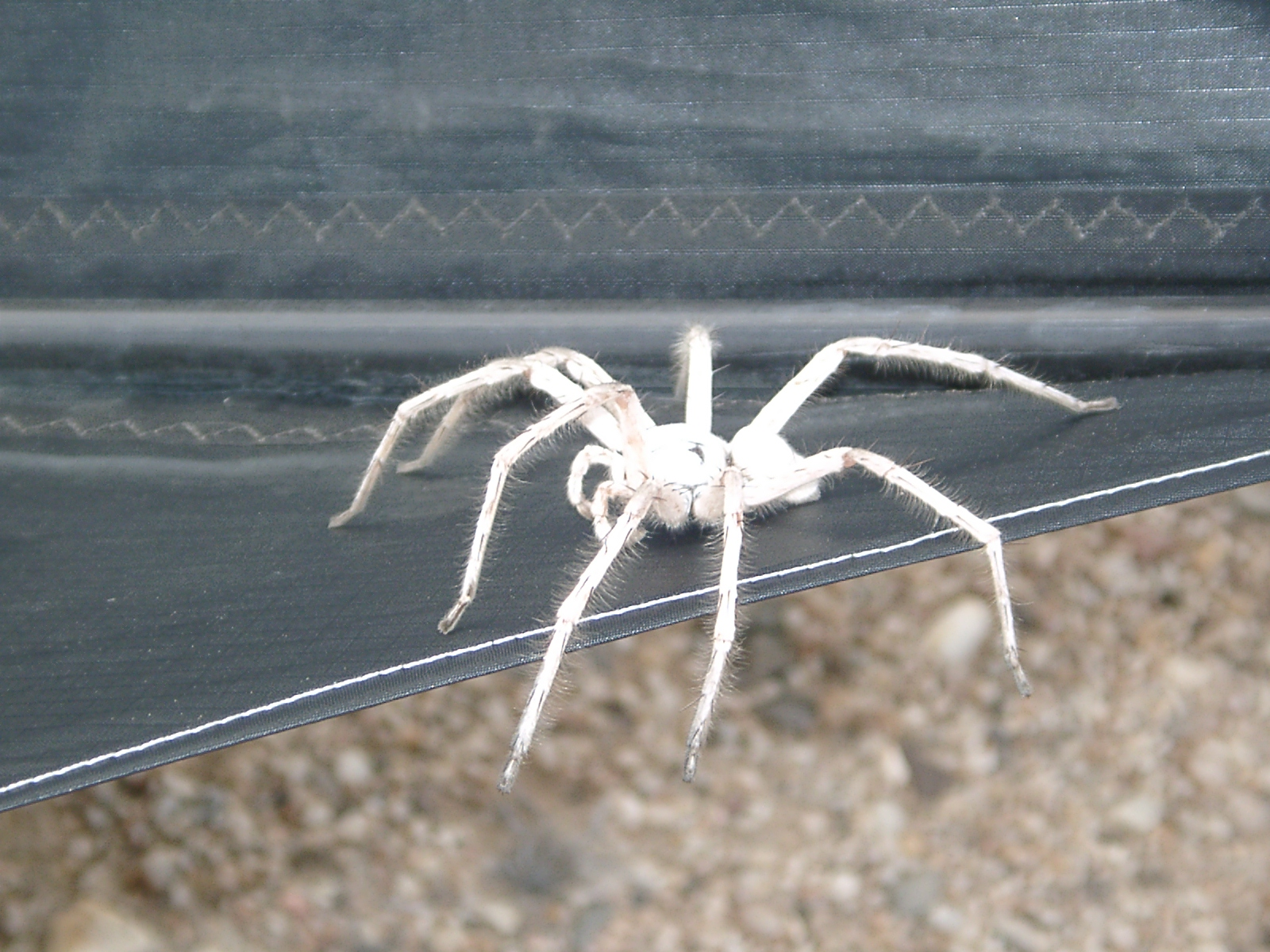
シロアシダカグモの1種
Leucorchestris arenicola

さらに特殊な例として、キズナアシダカグモ Delena cancerides は成体と各種段階の幼生を含む家族集団で生活することが知られる。ネオアシダカグモ属 Neosparassus のものは、一種の社会寄生を行う。オオアミガケジグモ Phryganoporus candidus (ガケジグモ科)は多数個体が集まって巨大な網を張るが、このクモはこの網に入り込み、網にかかる獲物を盗んで食べる。
卵は卵嚢にまとめ、基質上にくっつけて雌が防衛するもの、葉などを寄せ集めてその中に隠し、その入り口を雌が護るもの、また雌が口にくわえて運ぶものなども知られる。また、幼生がバルーニングをしない種が多いことも知られている。

## 利害
大型の種は人目を引き、多くの場合に恐れられる。タランチュラの名は、ある時期にはアシダカグモ類の呼び名であった。特にバナナの輸送の際に混入して発見され、その大きさと姿から恐れられた。しかし実際には危険な毒を持つものは知られていない。
一般のクモ類と同様にその顎には毒腺があるが、その毒は人間に強い影響を与えるものではない。人間の生活域に出現するものも多く、接触する場面もあるから、実際に噛みつかれることもあり、その際には体格が大きいだけにそれなりの痛みはある。が、それ以上の咬傷に発展することは知られていない。
むしろ、人家に生息するものはゴキブリなどの重要な天敵として大きな役割を担っていると考えられ、その意味では益虫である。

## 分類
系統関係は明らかではないが、エビグモ科やミヤマシボグモ科と類縁があるものと考えられている。熱帯から暖温帯にかけて84属1000種以上が知られている。アジアの山岳地帯などで種分化が進んでいることが知られ、これは上記のようにバルーニングをしないことと関係すると見られる。アシダカグモなどは世界各地の人家に生息しているが、この種は輸送されるバナナについて発見されることも多く、このような方法によって各地に伝播したものと考えられる。
日本では9属23種が知られているが、小野(2009)は確実なのはそのうちの6属16種としている。以下にそれらをあげる。世界の種についてはアシダカグモ科の属種の項を参照のこと。
- Oilis ミナミアシダカグモ属：ニホンミナミアシダカグモ
- Micrommata ツユグモ属：ツユグモ
- Heteropoda アシダカグモ属：アシダカグモ・トカラアシダカグモ・ホソミアシダカグモ
- Sinopoda コアシダカグモ属：コアシダカグモ・ヒメアシダカグモ・オガタヒメアシダカグモ・リュウキュウコアシダカグモ・シロスジコアシダカグモ・アマミコアシダカグモ・シマコアシダカグモ・トライコアシダカグモ
- Pseudopoda カワリアシダカグモ属：アマミカワリアシダカグモ・オキナワカワリアシダカグモ
- Thelcticopsis カマスグモ属：カマスグモ
- Carparachne サバクアシダカグモ属 : golden wheel spider (Carparachne aureoflava)

日本ではアシダカグモが本州以南の家屋にごく普通で、野外ではコアシダカグモが普通種である。琉球列島ではコアシダカグモ属のものなど複数種が知られる。ツユグモは旧北区に広く分布し、日本ではやや寒冷地にいる。